# 청해대
청해대(靑海臺)는 경상남도 거제시 장목면 저도에 있는 대한민국의 대통령의 별장이었다. 1954년부터 이승만 대통령의 하계 휴양지로 이용되다가, 1972년에 대통령 별장으로 공식 지정되었다. 그러다 1993년에 대통령 별장에서 해제되었다. 현재 소유권과 관리권은 국방부와 대한민국 해군에 있으며, 평시에는 해군의 휴양소로 이용 중이다.